# 인어공주 (2023년 영화)
《인어공주》(영어: The Little Mermaid)는 2023년 개봉한 미국의 판타지 영화로, 월트 디즈니 픽처스의 애니메이션 영화 《인어 공주》(1989)의 실사 리메이크 영화이다.
할리 베일리가 에리얼 역, 조나 하워킹이 에릭 왕자 역으로 캐스팅되었다.

## 줄거리
에리얼은 인어 공주이자 아틀란티스 인어족의 통치자인 트리톤 왕의 막내딸이다. 트리톤은 에리얼의 어머니가 인간에게 살해당한 후 모든 인어가 수면 위로 올라가는 것을 금지했지만, 에리얼은 인간 세상에 매료되어 한 번도 가본 적이 없음에도 불구하고 호기심을 느낀다.
어느 날 밤, 에리얼은 바다 위에서 불꽃놀이를 보고 더 잘 보기 위해 수면 위로 올라간다. 불꽃놀이는 근처 섬의 왕자인 에릭의 배에서 나온 것이었다. 폭풍이 몰아치자 배는 바위에 부딪혀 좌초되고, 모든 사람들은 구명보트로 향한다. 에리얼은 에릭을 구하여 해변으로 데려가 노래를 불러준 후, 그가 의식을 완전히 되찾기 전에 도망친다.
에리얼의 넋 나간 행동을 눈치챈 트리톤은 그의 조언자 게 세바스찬에게 질문하고, 세바스찬은 에리얼이 인간을 구했다고 밝힌다. 격분한 트리톤은 에리얼의 동굴로 가서 다시는 수면 위로 돌아가지 않겠다고 맹세하라고 요구한다. 에리얼은 거부하고 트리톤은 그녀의 인간 물건 컬렉션을 파괴한다. 에리얼은 나중에 트리톤의 누이이자 에리얼의 이모이며 15년 전 아틀란티스에서 추방당한 바다 마녀 우르술라가 보낸 두 마리의 곰치에게 접근한다.
에리얼은 우르술라와 거래를 한다. 우르술라는 에리얼을 사흘 동안 인간으로 만들어주는 대가로 그녀의 목소리를 앵무조개껍데기에 보관한다. 이 사흘 동안, 에리얼은 영구적으로 인간으로 남기 위해 진정한 사랑의 키스를 받아야 한다. 만약 에리얼이 실패하면, 다시 인어로 변하고 우르술라가 그녀의 영혼을 차지할 것이다. 인간 다리를 얻은 에리얼은 세바스찬과 친구 플라운더와 함께 수면 위로 헤엄쳐 간다. 인간 세상에서 그녀는 구조되어 에릭의 성으로 옮겨진다. 자신의 목숨을 구해준 여인을 찾아 헤매던 에릭은 에리얼을 만나기 위해 달려온다. 성을 탐험하던 에리얼은 에릭이 여행 중에 수집한 물건들을 발견한다. 에릭은 에리얼과 함께 그의 컬렉션을 탐구하며 시간을 보낸다.
다음 날, 에릭은 에리얼과 함께 왕국을 관광한다. 에리얼을 따라온 세바스찬은 우르술라가 거래의 일부인 에리얼의 기억을 지워, 에리얼이 영구적인 변신을 위해 에릭에게 키스해야 한다는 사실을 잊게 만들었다는 것을 알게 된다. 북방가넷인 스커틀과 플라운더와 함께 세바스찬은 두 사람이 키스하도록 돕는다. 거의 성공할 뻔했지만 우르술라의 곰치들에 의해 좌절된다. 아슬아슬한 순간에 격분한 우르술라는 인간으로 변하여 에리얼의 목소리를 사용하여 에릭을 최면시킨다. 아틀란티스로 돌아온 트리톤은 왕국에 에리얼을 찾게 하고 그녀를 대했던 방식을 후회하기 시작한다.
다음 날 아침, 에리얼과 친구들은 에릭이 그날 늦게 "바네사"(우르술라의 또 다른 자아)와의 약혼을 발표할 것이라는 사실을 알게 된다. 에릭은 바네사가 자신을 구해준 여자이고 해변에서 자신에게 노래를 불러준 여자라고 믿고 있었다. 에리얼은 약혼 파티로 달려가 우르술라와 맞서고 조개껍데기를 부순다. 에리얼은 목소리를 되찾고, 에릭에게 걸려있던 마법은 풀린다. 그러나 그들이 키스하기도 전에 해가 지고 에리얼은 다시 인어로 변한다. 원래 모습으로 돌아온 우르술라는 에리얼을 바다 속으로 끌고 간다.
에리얼을 구하기 위해 트리톤은 우르술라와 맞선다. 그러나 우르술라가 에리얼과 맺은 거래는 깨지지 않는다. 트리톤은 에리얼 대신 자신을 내주고 플롯섬과 제트섬에 의해 먼지가 되어 아틀란티스에 대한 권위를 잃고 만다. 에리얼은 경악한다. 우르술라는 자신을 7대양의 여왕이라고 선언하고 에릭이 작살을 들고 도착하자 트리톤의 삼지창을 차지한다. 우르술라는 에릭을 죽이려 하지만, 에리얼이 개입하여 우르술라를 공격하고 우르술라는 실수로 플롯섬과 제트섬을 죽인다. 격분한 우르술라는 삼지창을 사용하여 몸집을 키운다.
에리얼과 에릭은 거대한 우르술라가 그들을 갈라놓기 직전 수면 위에서 재회한다. 우르술라는 바다를 완전히 통제하여 폭풍을 일으키고 침몰한 배들을 수면 위로 끌어올린다. 에릭이 죽을 위기에 처하자 에리얼은 난파된 배를 조종하여 부러진 선수포에로 우르술라를 꿰뚫는다. 우르술라가 죽자 트리톤은 살아난다. 트리톤과 에리얼은 서로를 위한 희생을 인정한다.
에리얼은 에릭 없이 불행하게 집으로 돌아온다. 세바스찬의 조언에 따라 트리톤은 에리얼을 영구적으로 인간으로 변하게 하고, 에리얼은 에릭과 재회한다. 에릭과 에리얼이 해변에 있을 때, 그들은 부모들의 축복과 두 세계 사람들의 지지를 받으며 함께 여행하기로 결정한다.

## 출연진
- 할리 베일리 - 에리얼 역
- 조나 하워킹 - 에릭 역
- 노마 두메즈웨니 - 셀리나 여왕 역
- 더비드 디그스 - 세바스찬 역 (목소리 출연)
- 제이컵 트람블레이 - 플라운더 역 (목소리 출연)
- 아콰피나 - 스커틀 역 (목소리 출연)
- 멀리사 매카시 - 우르슐라 역
  - 제시카 알렉산더 - 바네사(우르슐라의 인간형) 역
- 하비에르 바르뎀 - 트라이튼 대왕 역
- 아트 말리크 - 그림스비 역
- 에밀리 코츠 - 로사 역
- 존 대글리시 - 멀리건 역
- 마티나 레어드 - 러샤나 역

## 한국판 성우진
- 다니엘 - 에리얼 역
- 신용우 - 에릭 역
  - 라준 - 노래
- 정영주 - 우르슐라 역
- 정상훈 - 세바스찬 역
- 시영준 - 트라이튼 대왕 역
- 김옥경 - 스커틀 역
  - 이영미 - 노래
- 임채헌 - 그림스비 역
- 정유정 - 셀리나 여왕 역
- 최호근 - 플라운더 역
- 배정미 - 인디라 / 시장 상인 역
- 전숙경 - 라사냐 / 카리나 역
- 변영희 - 조슈아
- 유동균 - 멀리건 역
  - 이재호 - 노래
- 홍수정 - 카스피아 역
- 홍진욱 - 호킨스 역
  - 김재우 - 노래
- 이지현 - 바네사 / 타미카 역
- 김명준
- 조경이 - 로자 / 말라 역
- 채민지 - 페를라 역
- 박요한
- 기타출연 - 류수화, 임단우, 김원종, 도승은, 정준, 박송이

## 논란
2019년에 흑인 가수 할리 베일리가 캐스팅된 것이 알려진 이후, 흰 피부에 붉은 머리를 가진 애니메이션 판과 다른 선정에 대한 논쟁이 일었다. SNS에서는 영화에 대한 보이콧 운동이 있었다. 관객과 평론가들의 평가가 극과 극을 달리며 상반된 반응을 보이며 개봉 이후에는 캐스팅보다 영화 자체의 완성도에 대한 문제 제기가 이어지고 있다.